# 神山敬次
神山 敬次（かみやま けいじ、1961年 - ）は、日本の建設・国土交通官僚。国土交通省国土交通政策研究所長、大臣官房総括監察官、国土交通大学校長等を歴任した。
退官後、2020年11月から西日本建設業保証(株)理事。

## 人物・経歴
埼玉県熊谷市生まれ。埼玉県立熊谷高等学校、東京大学法学部（公法コース）を経て、1985年建設省へ入省。
1985年　建設省入省。河川局・建設経済局勤務の後、人事院長期在外研究員制度によりロンドン大学LSE校都市地域計画修士コース留学(M.Sc.)。
都市局勤務を経て、北九州市企画課長等を歴任。その後、河川局、在イギリス日本国大使館一等書記官、道路局ITS推進室、地域振興整備公団を経て、国土交通省国土計画局に勤務。
2005年　在インド日本国大使館経済班 参事官。2008年　総務省情報流通行政局郵政行政部 信書便事業課長。
2010年　国土交通省東北地方整備局 総務部長。2012年　一般社団法人 海外建設協会 研究理事。
2014年　国土交通省都市局 総務課長。2015年　一般財団法人 住宅保証支援機構住宅保証研究所 所長。
2018年　国土交通省　国土交通政策研究所長。2019年　同省大臣官房 総括監察官。
2019年　同省国土交通大学校長。2020年　退官。西日本建設業保証株式会社　理事。2021年西日本建設業保証株式会社　常務取締役。

## 研究分野・主な関心領域
- インド・ベトナムをはじめとするアジア新興国等の建設・不動産・都市開発の制度[12][13]
- 海外の建設契約約款や裁判外紛争制度[14][15][16]
- 建設分野での外国人材の活用について[17]
- 住宅に関する瑕疵担保責任保険制度及びこれに類似する海外諸国の制度[18] 　等[19][20][21][22][23]